# Rio Storms

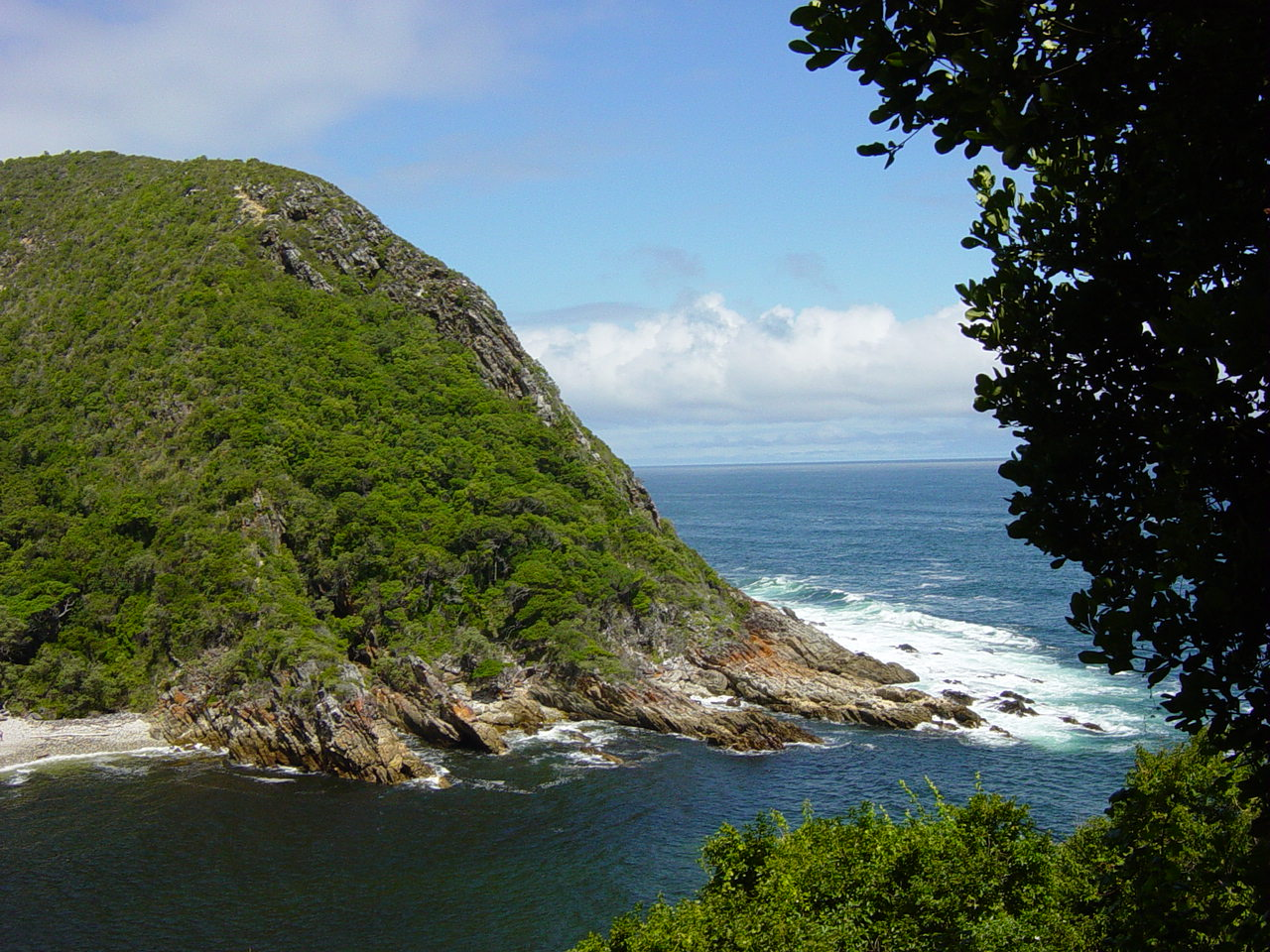
Foz do Rio Storms, Parque Nacional Tsitsikamma, África do Sul

Rio Storms é um rio da África do Sul.